# Aglaia parksii
Aglaia parksii är en tvåhjärtbladig växtart som beskrevs av Albert Charles Smith. Aglaia parksii ingår i släktet Aglaia och familjen Meliaceae. Inga underarter finns listade i Catalogue of Life.